# Уоррен, Леонард
Леонард Уоррен (англ. Leonard Warren, настоящая фамилия Уо́ренофф — англ. Leonard Warenoff (Варенов); 24 апреля 1911, Нью-Йорк — 4 марта 1960, там же) — американский оперный певец (баритон).

## Биография
Леонард Уоренофф родился 21 апреля 1911 года в Нью-Йорке, в еврейской семье выходцев из Российской империи. Его отец Соломон Давидович Воронов (1886—1965) прибыл в Нью-Йорк двенадцатилетним подростком из Шклова Могилёвской губернии в 1898 году и уже через два года семейная фамилия была американизирована на «Warrenoff». Семья отца на протяжении нескольких поколений была занята меховым промыслом. Мать — Сара Давидовна Кантор (в замужестве Sara Selma Warenoff, 1887—1957) — эмигрировала с родителями в 1891 году из Киева, куда её семья перебралась из Могилёва-на-Днестре. В семье говорили на идише.
Учился в Колумбийском университете. Пению учился у Джузеппе Де Лука и С. Дича. В 1938 году дебютировал как концертный певец, дебютировал в «Метрополитен-опера», исполнив партию Паоло из оперы «Симон Бокканегра» Верди. Впоследствии много выступал в «Метрополитен-опера».
Уоррен много гастролировал как в США, так и за их пределами. Он выступал в Рио-де-Жанейро, Буэнос-Айресе (1942), Мехико (1948—1949), Милане (театр «Ла Скала») и в Москве («Большой театр»). Уоррен также снимался в кино.
4 марта 1960 года Уоррен, исполняя партию в опере «Сила судьбы», скончался прямо на сцене от обширного кровоизлияния в мозг.

## Творчество
Уоррен считается одним из крупнейших вокалистов своего времени. Специализировался в итальянском и французском оперном репертуаре. Наиболее известны его исполнения партий в операх Верди. Обладал сценическим мастерством, красивым тембром и вокальным мастерством.
Лучшие партии Леонарда Уоррена: Макбет (опера «Макбет»), Скарпиа («Тоска»), ди Луна («Трубадур»), Ренато («Бал-маскарад») и др.